# 沈阳南站
沈阳南站位于中国辽宁省沈阳市浑南区白塔街道，是2015年开通使用的铁路客运站，距沈阳站14公里、沈阳桃仙国际机场8公里。该站规划总占地1.5平方公里、总建筑面积48万平方米，拥有12个站台和26条到发线，连接哈大、沈丹、京沈三条客运专线。未来该站规划接入沈辽鞍营、沈抚两条城际铁路，并建设为集国家铁路、地铁、有轨电车、长途客车等多种交通方式于一体的综合交通枢纽。

## 历史
2010年3月17日，新建沈阳南站工程与沈丹客运专线工程一同开工，于2015年9月1日投入使用。哈大高速铁路途经沈阳南站于2014年10月15日转入正线运行。

## 结构
沈阳南站的设计为地上3层、地下3层的结构。其中地上3层为地面广场、站台和共享候车大厅，地下2层为地下综合换乘站、地下停车场以及地铁站台。

## 交通

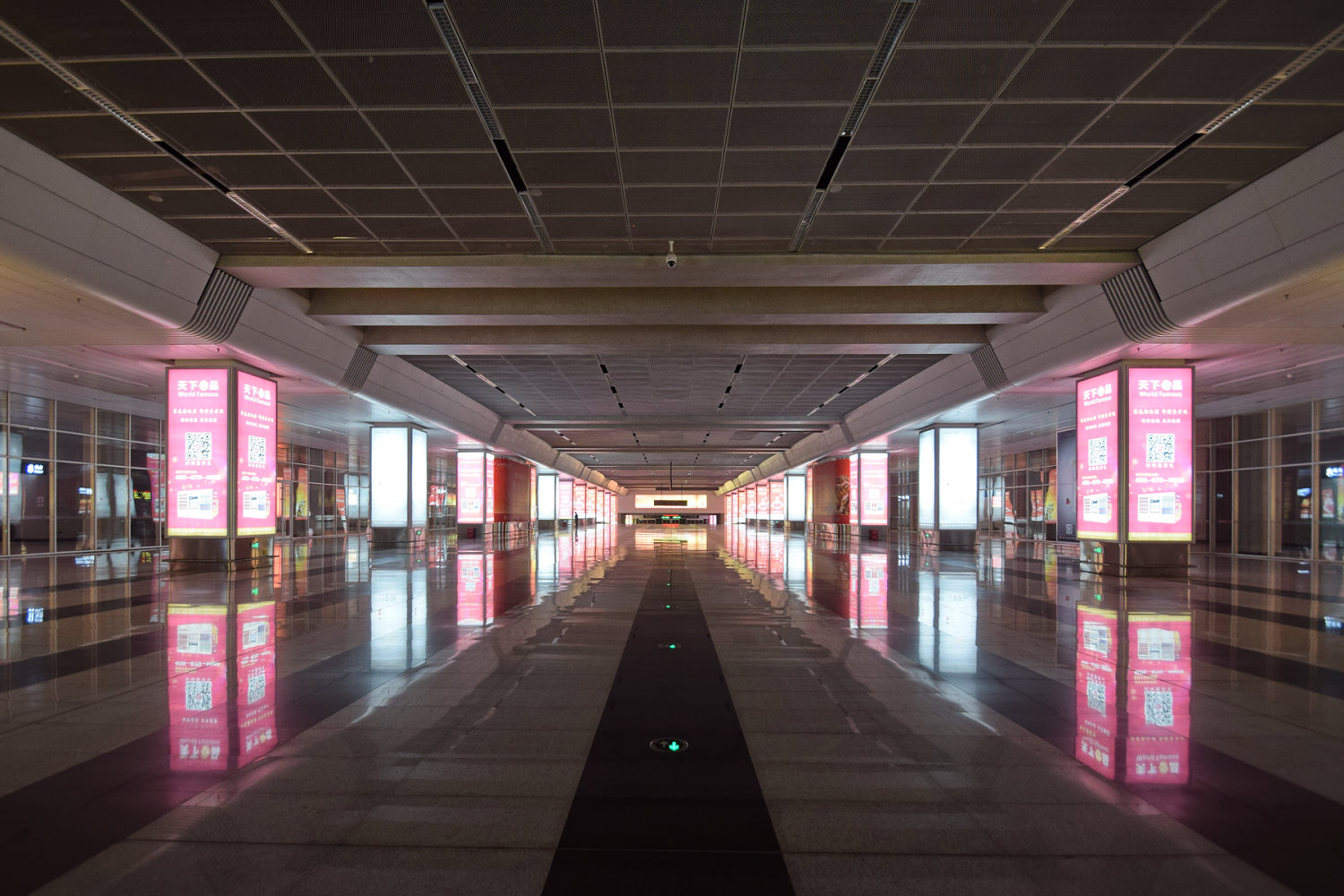
出站大厅

### 地铁车站
沈阳地铁4号线已经开通至沈阳南站，10号线东延线尚在规划建设中。

### 有轨电车
沈阳有轨电车曾设有一条沈阳南站支线，该线将沈阳南站东广场与有轨1号线白塔大街段相连接。该支线于2019年1月5日随有轨电车4号线和6号线开通而启用，于2024年10月28日停止服务。

### 公交
车站东广场设有一公交枢纽站，目前100路及108路两条公交线路在该处始发且均为全日定班运营，乘客可以在枢纽站室内候车，枢纽站内也曾设置有显示各线路实时发车时间的信息显示屏。139路及333路则在东广场南侧和西广场旁各设有中途车站。未来随着浑南新城及交通基础设施的深入建设，预计本站附近会引入更多新增及调整的公交线路。